# روابط ایران و سری‌لانکا
روابط ایران و سری‌لانکا (انگلیسی: Iran–Sri Lanka relations) ناظر بر روابط دیپلماتیک بین دو کشور ایران و سری‌لانکا است. این دو کشور از سال ۱۹۶۱ دارای روابط دیپلماتیک رسمی می‌باشند.
سری‌لانکا جزیره‌ای در جنوب آسیا، اقیانوس هند و جنوب کشور هند است که نزدیک به ۲۱ میلیون نفر جمعیت دارد.

## تاریخچه
روابط دیپلماتیک بین دو کشور ایران و سری‌لانکا (معروف به سیلان) از سال ۱۹۶۱ از طریق سفارت سیلان در اسلام‌آباد پاکستان که نزدیکترین محل سیلانی‌ها به خاک ایران، نمایندگی این کشور با ایران بود شروع شد تا اینکه در سال ۱۹۹۰ سفارت سیلان در تهران گشوده شد. تهران دفتر خود را در سال ۱۹۷۵ در کلمبو باز کرد.
بعد از اینکه محمود احمدی‌نژاد رئیس‌جمهور ایران شد، وی در تور آسیایی خود، سری‌لانکا اولین کشوری بود که از آن بازدید کرد. ماهیندا راجپکاسکا بعد از رسیدن به قدرت رابطه نزدیک به ایران را در اولویت قرار داد.

## روابط اقتصادی

### خدمات فنی و مهندسی
در اردیبهشت ۱۴۰۳ طرح چند منظوره سد و نیروگاه «اوما اویا» در کشور سری‌لانکا، به ارزش بیش از ۵۰ میلیون دلار با تأمین مالی بانک توسعه صادرات ایران به بهره‌برداری ‌رسید. قرارداد ساخت این طرح عمرانی در قالب اعتبار خریدار بین بانک توسعه صادرات ایران با وزارت دارایی سریلانکا منعقد شد و شرکت ایرانی فراب نیز اجرای طرح را بر عهده گرفت. پیش از این نیز طی قراردادی بین بانک توسعه صادرات ایران و وزارت دارایی سریلانکا، تسهیلات اعتبار خریدار بالغ بر ۳۱ میلیون یورو برای اجرای طرح برق‌رسانی ۱۰۰۰ روستا پرداخت شد. طرف سریلانکایی نیز در فرایند بازپرداخت اقساط، همکاری لازم را به عمل آورده است.
ایران همچنین در پالایشگاه‌های نفت سری‌لانکا سرمایه‌گذاری کرد این سرمایه‌گذاری باعث شد که ظرفیت تولید نفت سری‌لانکا دو برابر شود. ایران همچنین در پروژه برق رسانی روستایی سرمایه‌گذاری کرد. این پروژه‌ها ایران را به بزرگترین کمک‌کننده به سری‌لانکا تبدیل کرد.
بر پایه آمارهای گمرک، ایران در نیمه نخست سال ۱۳۹۵، ۱۵ میلیون و ۵۹ هزار و ۵۴۱ هزار دلار صادرات به سری‌لانکا داشت و سری‌لانکا به ارزش ۷۴ میلیون و ۵۶۴ هزار و ۴۰۰ دلار کالا به ایران صادر کرده‌است.

## روابط نظامی
در جریان جنگ‌های داخلی سری‌لانکا، بعد از اینکه ببرهای آزادیخواه تامیل در یک عملیات متهورانه به پایگاه هوایی سری‌لانکا حمله کردند، دولت سری‌لانکا برای خرید هواپیماهای شناسایی الکترونیک و هواپیماهای بدون سرنشین برای گرفتن وام به ایران نزدیک شد. ایران به صورت پنهانی با این وام موافقت کرد و تعدادی از افسران سری‌لانکا را برای آموزش این جنگ به ایران دعوت کرد. تحلیلگران بر این عقیده هستند که کمک ژئواستراتژیک ایران، در بالا بردن خوی تهاجمی  ارتش سری‌لانکا دلالت بر استراتژی ایران در نگاه به شرق می‌باشد. برای کمک ایران در جنگ داخلی سری‌لانکا، وزیر ویمال ویراونسا، گفت که: «ایران هرگز ما را ناامید نکرد، حتی وقتی که خیلی از کشورهای دیگر در جهان از پشتیبانی ما سرباز زدند. کشور در تمامیت خود بسیار از کمکهای برادرانه ایران سپاس‌گزار است.»

## ملاقات‌ها
در ۱۵ شهریور ۱۳۹۴ رئیس‌جمهور ایران، روحانی، پس از دریافت استوارنامه سفیر جدید سری‌لانکا، وهانا جیت، اظهار داشت که شرایط بعد از توافق هسته‌ای و رفع تحریم‌ها فرصت‌های خوبی را برای ارتقاء روابط اقتصادی بین دو کشور ایجاد کرده‌است.
در ۱۸ تیر ۱۳۹۵ حسن خمینی که به دعوت مسؤلان سری‌لانکا به این کشور سفر کرده بود با مایتریپالا سیریسنا رئیس‌جمهور سری‌لانکا دیدار کرد و در میهمانی ضیافت شام رئیس مجلس سری‌لانکا نیز شرکت کرد.
در ۳ مرداد ۱۳۹۵ وزیر توسعه و منابع نفتی سری‌لانکا، چاندیما وراکودی، که بدعوت همتای خود وزیر نفت ایران، زنگنه، به ایران سفر کرده بود، اعلام کرد که سری‌لانکا یک شریک تجاری خوب در بخش محصولات نفتی و پتروشیمی ایران است.
در مهرماه ۱۳۹۵ یازدهمین اجلاس کمیسیون مشترک ایران و سری‌لانکا با حضور وزیر نیروی ایران، حمید چیت چیان، و وزیر صنعت و تجارت سری‌لانکا، رشید باتیوتین، در کلمبو برگزار شد.
در دیماه ۱۳۹۵ وزیر اقتصاد، علوم و فناوری سری‌لانکا، سوسیل پیریما جایانتا، که به ایران سفر کرده بود با وزیر امور خارجه ایران، محمد جواد ظریف ملاقات کرد.
در ۲۹ بهمن ۱۳۹۵ وزیر حمل و نقل سری‌لانکا، نیمال سیریپالا دسیلوا، در دیدار با سفیر ایران، محمد زائری امیرانی در کلمبو از مشارکت ایران در طرح‌های حمل و نقل این کشور استقبال کرد.
در ۱۴ اسفند ۱۳۹۵، رئیس مجلس نمایندگان سری‌لانکا، کارو جایاسوریا، که به ایران سفر کرده بود با رئیس مجلس ایران، علی لاریجانی، دیدار داشت که در این دیدار بر گسترش روابط اقتصادی و توریستی ایران و سری‌لانکا تأکید شد.

## سفرا
سفیر جدید ایران در سری لانکا علیرضا دلخوش می باشد.